# エストゥレソル太陽熱発電所
エストゥレソル太陽熱発電所（エストゥレソルたいようねつはつでんしょ）は、スペイン・エストレマドゥーラ州バダホス県トーレ・デ・ミゲル・セスメーロに設置されている太陽光熱発電所である。1号機は2009年2月25日に操業を開始した。

## 名称の由来
施設名の「Extresol」とは、バダホス県が属している「エストレマドゥーラ州(Extremadura)」と、太陽を意味するスペイン語「sol」を組み合わせた造語である
。

## 設備
エストゥレソル太陽熱発電所の敷地面積は約6 km2であり、この中に3つの独立した発電設備を持つ。いずれも集光方式はパラボラトラフ式である。蓄熱設備も擁しており、昼間に溶融塩へと熱を溜めておけるようになっている

。
なお、3基の合計の定格出力は約150 MWである。ただし、これはスペインの法律上の規制で、1基当たりの出力が50 MWに制限されていることによる。

### 1号機
1号機の建設費は約300万ユーロであり、2009年2月25日に運転を開始した

。
定格出力は50 MWである
 
。

### 2号機
定格出力は50 MWである

。

### 3号機
定格出力は50 MWである

。